# Hertha Marks Ayrton
Hertha Marks Ayrton, nata Phoebe Sarah Marks (Isola di Portsea, 28 aprile 1854 – Lancing, 26 agosto 1923) è stata un'ingegnera, matematica e fisica britannica.
Fu insignita della medaglia Hughes dalla Royal Society per il suo lavoro sugli archi elettrici e sulle increspature nella sabbia e nell'acqua.

## Primi anni e formazione
Hertha Ayrton nacque Phoebe Sarah Marks a Portsea, nell'Hampshire, da un orologiaio ebreo polacco di nome Levi Marks immigrato dalla Polonia zarista e da Alice Theresa Moss, una sarta. Suo padre morì nel 1861, lasciando la madre di Sarah con sette figli e un ottavo previsto. Sarah dunque si assunse una parte della responsabilità nel prendersi cura dei bambini più piccoli.
All'età di nove anni fu invitata dalle sue zie, che gestivano una scuola nel nord-ovest di Londra, a vivere con i suoi cugini e a studiare con loro. Era conosciuta dai suoi coetanei e insegnanti come una personalità focosa, a volte rozza. Grazie ai suoi cugini si avvicinò alla scienza e alla matematica, e all'età di 16 anni iniziò a lavorare come governante.
Studiò matematica con il fisico Richard Glazebrook, e George Eliot sostenne la sua iscrizione al Girton College. Durante la sua permanenza a Cambridge, Ayrton costruì uno sfigmomanometro (misuratore di pressione sanguigna), guidò la società corale, fondò il comando dei vigili del fuoco del Girton College e, insieme a Charlotte Scott, formò un club matematico. Nel 1880 superò i Mathematical Tripos, ma Cambridge non le concesse un titolo accademico perché, all'epoca, venivano rilasciati solo certificati e non diplomi completi alle donne. Ayrton dunque superò un esame esterno presso l'Università di Londra, dove si laureò in matematica nel 1881.

## Matematica ed ingegneria elettrica
Al suo ritorno a Londra, Ayrton iniziò a guadagnarsi da vivere insegnando e ricamando, gestiva un club per ragazze lavoratrici e si prendeva cura della sorella invalida. Insegnò alla Notting Hill e alla Ealing High School e fu inoltre attiva nell'ideazione e nella risoluzione di problemi matematici, molti dei quali furono pubblicati in Mathematical Questions and Their Solutions da Educational Times . Nel 1884 Ayrton brevettò un divisore di linea, uno strumento di disegno tecnico per dividere una linea in un numero qualsiasi di parti uguali e per ingrandire e ridurre le figure. Il divisore di linea fu la sua prima grande invenzione e, sebbene il suo uso principale fosse probabilmente adatto agli artisti per ingrandimenti e diminuzioni, si rivelò anche utile per architetti e ingegneri. La domanda di brevetto di Ayrton fu sostenuta finanziariamente da Louisa Goldsmid e dalla femminista Barbara Bodichon, e l'invenzione fu esposta alla Exhibition of Women's Industries, ricevendo molta attenzione da parte della stampa. Il brevetto di Ayrton del 1884 fu il primo di molti: dal 1884 fino alla sua morte, Hertha registrò 26 brevetti: cinque su divisori matematici, 13 su lampade ad arco ed elettrodi, il resto sulla propulsione dell'aria.
Nel 1884 Ayrton iniziò a frequentare corsi serali sull'elettricità al Finsbury Technical College, tenuti dal prof. William Edward Ayrton, pioniere dell'insegnamento dell'ingegneria elettrica e della fisica e membro della Royal Society. Il 6 maggio 1885 sposò il suo ex insegnante e da allora in poi lo assistette con esperimenti di fisica ed elettricità. Diede inizio inoltre alla propria indagine sulle caratteristiche dell'arco elettrico.
Alla fine del XIX secolo, l'illuminazione ad arco elettrico era ampiamente utilizzata per l'illuminazione pubblica. La tendenza degli archi elettrici a tremolare e sibilare era un grosso problema. Nel 1895 Hertha Ayrton scrisse una serie di articoli per the Electrician, spiegando che questi fenomeni erano il risultato del contatto dell'ossigeno con le barre di carbonio utilizzate per creare l'arco. Nel 1899 fu la prima donna in assoluto a leggere il proprio articolo davanti all'Institution of Electrical Engineers (IEE), intitolato The Hissing of the Electric Arc. Poco dopo fu eletta primo membro femminile della IEE.  Firmò una petizione per presentare la sua pubblicazione davanti alla Royal Society, ma non le fu permesso a causa del suo sesso e The Mechanism of the Electric Arc fu letto da John Perry al suo posto nel 1901. Ayrton fu anche la prima donna a vincere un premio della Royal Society, la medaglia Hughes, assegnatale nel 1906 in onore delle sue ricerche sul movimento delle increspature nella sabbia e nell'acqua e del suo lavoro sull'arco elettrico. Verso la fine del XIX secolo, il lavoro di Ayrton nel campo dell'ingegneria elettrica fu riconosciuto più ampiamente a livello nazionale e internazionale. Al Congresso internazionale delle donne tenutosi a Londra nel 1899 presiedette la sezione di scienze fisiche. Inoltre parlò al Congresso Internazionale dell'Elettricità a Parigi nel 1900. Grazie al suo successo la British Association for the Advancement of Science consentì alle donne di servire nei comitati generali e sezionali.
Nel 1902 Ayrton pubblicò The Electric Arc, un riassunto delle sue ricerche e lavori sull'arco elettrico, con origini nei suoi precedenti articoli dal the Electrician pubblicati tra il 1895 e il 1896. Con questa pubblicazione ottenne la consacrazione, tuttavia, almeno inizialmente, Ayrton non fu ben accolta dalle società scientifiche più prestigiose e tradizionali come la Royal Society. All'indomani della pubblicazione di The Electric Arc, Ayrton fu proposta come membro della Royal Society dal famoso ingegnere elettrico John Perry nel 1902. La sua richiesta fu respinta dal Consiglio della Royal Society, con la motivazione per la quale le donne sposate non erano ammesse. Tuttavia nel 1904 divenne la prima donna a leggere una pubblicazione davanti alla Royal Society quando le fu permesso di leggere il suo articolo The Origin and Growth of Ripple Marks.

## Sostegno al suffragio femminile
Da adolescente Ayrton fu profondamente coinvolta nel movimento per il suffragio femminile, unendosi alla WSPU nel 1907 dopo aver partecipato a una celebrazione con i prigionieri rilasciati. Fece parte della delegazione che si recò con Emily Pankhurst ad incontrare il primo ministro il 18 novembre 1910 e permise a Christabel Pankhurst di trasferire somme sul suo conto bancario per evitare la confisca nel 1912.
Ayrton fu un'amica intima della scienziata Marie Curie e diede lezioni di matematica a sua figlia Irène Curie. Sebbene Curie in genere scegliesse di nascondere il suo nome da qualsiasi petizione, Ayrton riuscì a persuaderla a firmare una protesta contro l'imprigionamento delle suffragette tramite sua figlia.
Fu attraverso l'attivismo per il suffragio che incontrò la suffragista e co-fondatrice del Girton College di Cambridge Barbara Bodichon, la quale sostenne finanziariamente Ayrton per tutta la sua istruzione e carriera, anche lasciando in eredità la sua proprietà ad Ayrton.

## Ultimi anni e ricerca
Ayrton consegnò sette documenti alla Royal Society tra il 1901 e il 1926, l'ultimo dei quali postumo. Inoltre presentò i risultati della sua ricerca al pubblico della British Association e della Physical Society. L'interesse di Ayrton per i vortici nell'acqua e nell'aria ispirò il ventaglio di Ayrton, o flapper, usato nelle trincee durante la prima guerra mondiale per disperdere veleni e gas contaminanti. Ayrton lottò per la sua accettazione, che impiegò un anno dalla sua richiesta all'Ufficio della Guerra affinché fosse usato nelle forze armate nel 1916, e oltre 100 000 pezzi furono usati sul fronte occidentale.
Ayrton contribuì a fondare la Federazione internazionale delle donne universitarie nel 1919 e l'Unione nazionale dei lavoratori scientifici nel 1920. Morì per sepsi derivante da una puntura d'insetto nel 1923 a Lancing, nel Sussex.

## Vita privata
Hertha Ayrton era agnostica. Nella sua adolescenza adottò il nome Hertha in onore dell'omonima eroina di una poesia di Algernon Charles Swinburne che criticava la religione organizzata.
Nel 1885 sposò il vedovo William Edward Ayrton, un fisico e ingegnere elettrico che sostenne i suoi sforzi scientifici. Nel 1886 nacque sua figlia Barbara Bodichon Ayrton, in onore di Barbara Bodichon.